# Biblioteca de Pérgamo

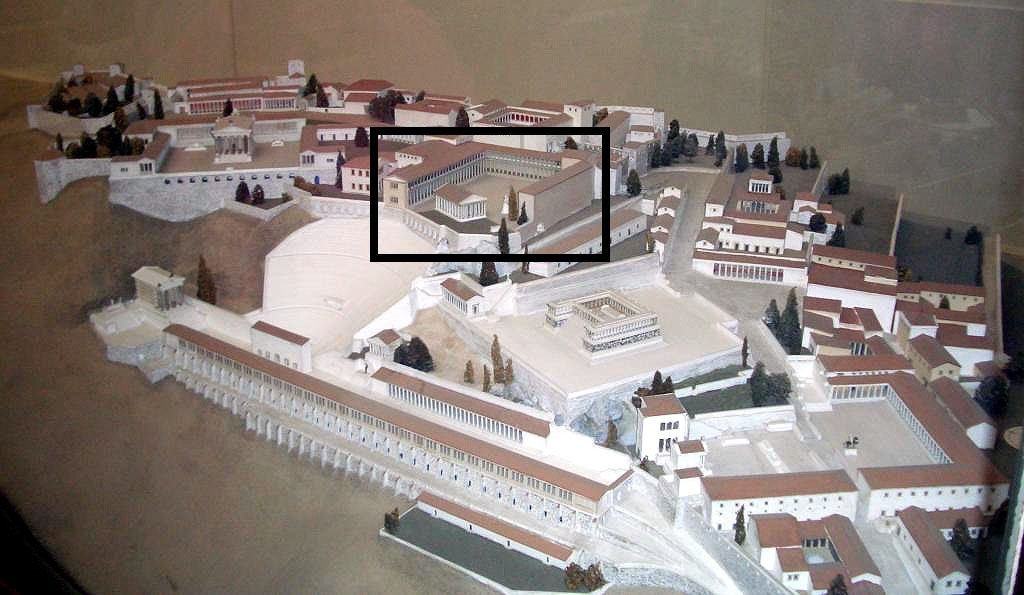
Modelo la colina del castillo museo de Pérgamo en Berlín, enmarcado en negro el Athenaheiligtum.

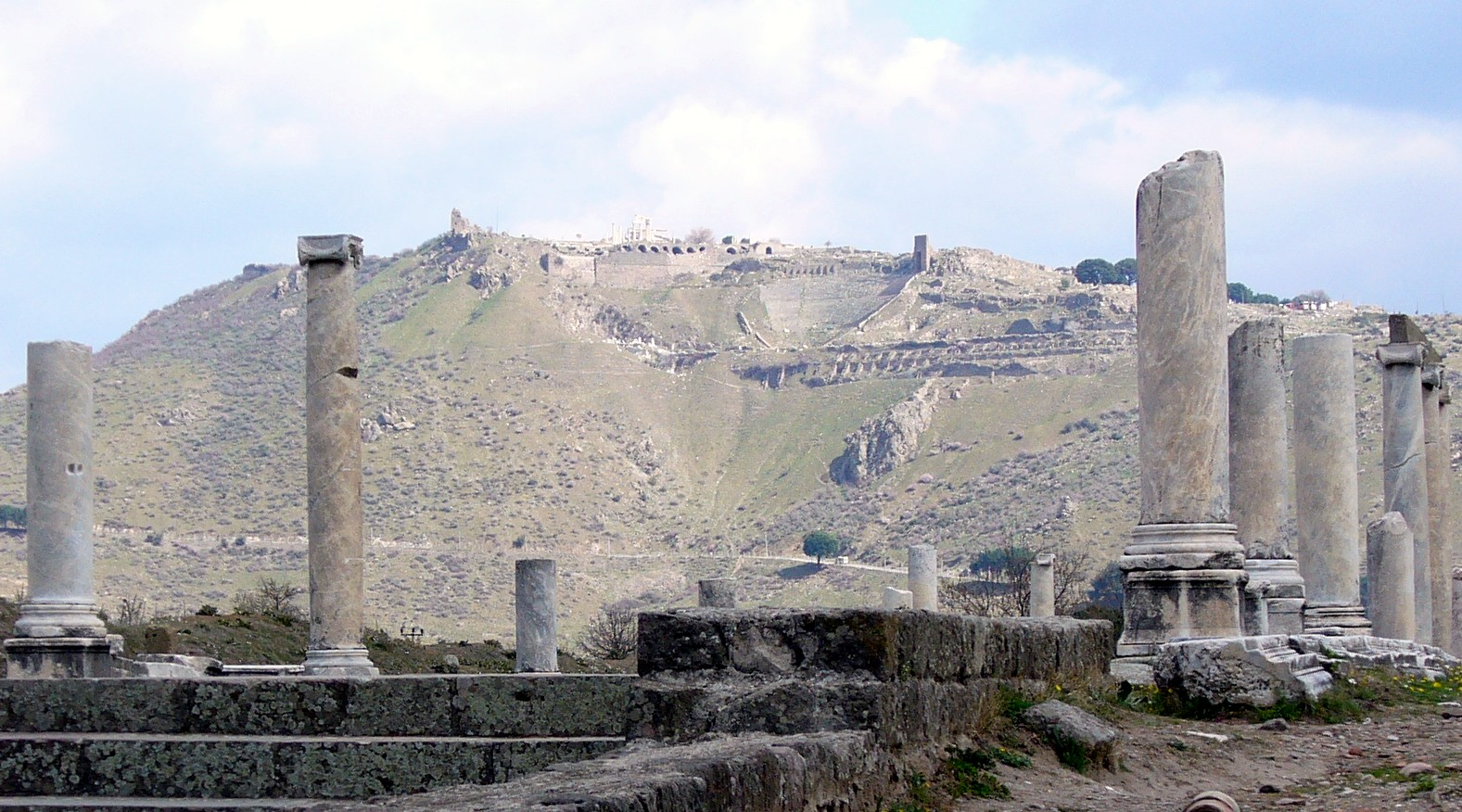
La colina del castillo de la antigua Pérgamo en el que se encontraba la biblioteca en 1991.

La Biblioteca de Pérgamo fue en la Antigüedad la segunda en importancia después de la de Alejandría. Ambas compitieron por un tiempo en calidad, número de volúmenes e importancia. Lo poco que se conoce sobre esta biblioteca es lo que aportó el escritor y viajero romano Plinio el Viejo en su obra Historia Natural.
Los reyes de Pérgamo fueron coleccionistas de arte y otros temas, y sobre todo bibliófilos. Tuvieron una gran preocupación por la cultura (como los ptolemaicos en Egipto). Estaban interesados en convertir su capital, Pérgamo, en una ciudad como Atenas en la época de Pericles.
El rey de Pérgamo Átalo I Sóter fue el fundador de la biblioteca, y su hijo Eumenes II fue el que la agrandó y fomentó: llegó a acumular hasta 200.000 volúmenes (otras fuentes hablan de 300.000). Allí se estableció una escuela de estudios gramaticales, como había sucedido en Alejandría, pero con una temática distinta. Mientras en Alejandría se especializaron en ediciones de textos literarios y crítica gramatical, en Pérgamo se inclinaron más a la filosofía, sobre todo a la filosofía estoica, a la búsqueda de la lógica en lugar de hacer análisis filológicos.
Los volúmenes de Pérgamo eran copiados en un material llamado pergamino, porque fue inventado y ensayado precisamente en esta ciudad. Aunque anteriormente se habían usado las pieles, diphtheraí, mejor o peor tratadas, como material para escribir, lo que parece cierto es que el nuevo nombre procede de la ciudad. Al principio los libros eran de papiro, pero según una leyenda, Alejandría dejó de abastecer a Pérgamo de esta materia, por cuestiones políticas y de rivalidad, y Pérgamo tuvo que ingeniárselas de otra manera. Los historiadores aseguran que la elección de pergamino fue completamente voluntaria y por el hecho de ser este un material más acomodadizo y duradero.
La biblioteca de Pérgamo sirvió para ciertos avances filológicos. Se han de resaltar los realizados en gramática por Dionisio de Tracia, pero su gramática está basada, en parte, sobre fundamentos alejandrinos, en parte, sobre fundamentos estoicos. En ella presenta el uso normal lingüístico de los escritores. Se lograron consagrar esfuerzos de siglos, haciendo avances en áreas gramaticales como son la flexión de género, tiempo e incluso sintáctica.
Parece ser que en esta biblioteca se guardaron como un gran tesoro y durante cien años los manuscritos de Aristóteles, sin hacer ediciones y sin publicarse. Solo cuando llegaron a Roma y bajo la insistencia y el empeño del político y escritor Cicerón se procedió a editarlos y darlos a conocer, no solo a los estudiosos de las bibliotecas, sino a todo el que quisiera leerlos.
En el año 47 a. C. ocurrió el incendio de Alejandría, y parte de su biblioteca, a raíz de los enfrentamientos por mar entre el ejército egipcio y Julio César. Según narra Plutarco en sus Vidas paralelas, más tarde, como recompensa por las pérdidas, Marco Antonio habría mandado al Serapeo de Alejandría los volúmenes de la biblioteca de Pérgamo, que ya había sido saqueada con anterioridad por causa de las luchas políticas que hubo en Asia Menor en aquellos años. Este fue el fin de la segunda gran biblioteca de la Antigüedad.

## Debates arqueológicos
Aparte de algunas descripciones de las raras fuentes literarias y los hallazgos arqueológicos, la investigación clásica sobre el tema se limitó en gran medida a discutir la cuestión arqueológica de si los restos del edificio encontrados en la Acrópolis realmente incluían la Biblioteca de Pérgamo mencionada por autores antiguos. 
El complejo de edificios fue descubierto a principios de los años 1880 por Alexander Conze y Richard Bohn, y los hallazgos científicos se publicaron en 1885. Conze fue el primero en mencionar la Biblioteca de Pérgamo en fuentes literarias. Supusieron que listones, tablas de soporte o estantes de madera estaban fijados a los agujeros. Esta disposición llevó a los arqueólogos a concluir que la sala servía como almacén. El descubrimiento de la estatua de Atenea también dejó claro que se trataba de un almacén de libros, ya que algunos autores antiguos asociaban esas estatuas con las bibliotecas. El análisis de las inscripciones, estatuas y placas de recubrimiento halladas, que se interpretaron como alojamientos para estatuillas, brindó mayor respaldo a su tesis. Una comparación con otros edificios de bibliotecas antiguas permitió a Conze y Bohn considerar probable que los hallazgos fueran una biblioteca.
En 1897, el bibliotecario y filólogo Karl Dziatzko abordó la cuestión de si las cuatro salas pertenecían realmente a una biblioteca en su contribución a la Realencyclopädie der classischen Altertumswissenschaft. Criticó la interpretación de Conze y Bohn, pero no la rechazó expresamente. De igual manera, Bernt Götze, en 1937, consideró la interpretación posible, pero aún incierta. En 1944, Christian Callmer volvió a modificar la interpretación inicial de Conze y Bohn. Supuso que el gran salón no se utilizaba para instalar estanterías para pergaminos, sino que equivalía a una sala de reuniones y banquetes. Los pergaminos se guardarían en las tres salas contiguas.